# Wedding Cake House
Wedding Cake House, conocida formalmente como George W. Bourne House, es una casa histórica ubicada en 104 Summer Street en Kennebunk, Maine. Fue construida en 1825 por el constructor naval George W. Bourne, quien más tarde construyó un granero que conectó a la casa con una cochera. En 1852, el granero se incendió y la cochera fue derribada para evitar que el fuego se extendiera a la casa. Bourne, que durante una gira europea quedó impresionado por la belleza gótica de la catedral de Milán, reconstruyó la cochera y el granero en lo que más tarde se conocería como estilo gótico carpintero. Usando herramientas manuales, elaboró cinco contrafuertes con pináculos encima de cada uno. Luego, para unir las nuevas estructuras con la casa existente, agregó seis contrafuertes con pináculos a la casa y luego los unió con un intrincado trabajo en madera. Su única ayuda para hacer esto fue Thomas Durrell, un aprendiz de carpintero de barcos. Bourne pasó el resto de su vida agregando a estos adornos.  Se ha dicho de Bourne: "El carpintero altamente calificado no conoce límites para su habilidad". Es llamada la "casa más fotografiada del estado" de Maine.

## Nombre
El nombre de "Pastel de bodas" se aplicó a la casa debido a su apariencia de pastel de bodas. Se desarrolló la leyenda de que el ocupado Bourne, un capitán de barco, había hecho el trabajo de carpintería para expiar el hecho de no haber llevado a su novia, Jane, a una luna de miel adecuada. Este no era el caso.

## Restauración
En 1983, Mary Burnett y su hija Anne compraron la casa al último descendiente de George Bourne para vivir allí. Ellas restauraron completamente la mansión, completando la obra en 1984. 
En el otoño de 2005, los propietarios actuales Jimmy Barker y Kenneth W. Douglas abrieron la casa al público por primera vez como una recaudación de fondos para el alivio del huracán Katrina. 